# ロマン・イングヴァレヴィチ
ロマン・イングヴァレヴィチ（ロシア語: Роман Ингваревич、? - 1238年）はリャザン公イングヴァリ(ru)の子である。コロムナ公：1217年 - 1237年。

## 生涯
1237年12月のモンゴルのルーシ侵攻におけるリャザン公国での戦闘に際して、おじのリャザン大公ユーリー、兄弟のオレグはリャザン防衛戦を指揮し、ロマンはウラジーミル大公国軍と共に北方へ転戦した。『ラヴレンチー年代記』は、ウラジーミル大公国軍と、ロマン、ノヴゴロド公国軍が、ウラジーミルから共に進撃したことを伝えている。一方『イパーチー年代記』は、ロマンはプロンスク公ミハイルの息子（名は記されていない）と共に、ウラジーミルへモンゴル帝国軍進入の報を伝えた、と記している。
ロマンは1238年1月の、コロムナ近郊の戦い(ru)で死亡した。
ロマンの素性に関しては、『バツのリャザン襲撃の物語(ru)』に述べられる、コロムナ公グレプ・イングヴァレヴィチという人物と同一人物とみなす説がある。また、ロマン・イゴレヴィチと呼んでいる研究者もいる。なお、1217年に死亡した、リャザン公のロマン・イゴレヴィチという人物が存在している。